# Темелко Ненков
Темелко Ненков Иглев е български миньор, синдикален деец и политик от Българската комунистическа партия.

## Биография
Роден е в Перник на 1 май 1887 г.
Постъпва на работа като миньор през 1905 г. Той е сред основателите на синдикалната организация на рудничарите.
През 1913 г за секретар на партията в Перник е избран Темелко Ненков – който е и секретар на Рудничарския съюз. Под негово ръководство само 5 години след учредяването през 1913 г. партията на тесните социалисти в Перник спечелва изборите за общински съветници и училищни настоятели.
Социалистическата партия е първа политическа сила и на изборите за XVI НС, при избора на Димитър Благоев и Борис Хаджисотиров за народни представители, побеждавайки в Перник утвърдени партии като либералната, демократическата, народолибералната и др.
През 1925 г пернишките социалисти дават свои свидни жертви на белия терор: Темелко Ненков – убит в Дирекцията на полицията, Иван Недялков Шаблин, Георги Христов, Серги Модев, анархистката Рахила Ангелова, Деян Гебрев. Дейци като Александър Миленов, Фердинад Тодоров, Митко Соколов и редица други са хвърлени в затвора без съд и присъда.